# Hydroxymetylbutyrát
Hydroxymethylbutyrát (HMB) je chemická látka užívaná např. sportovci ke zvýšení fyzického výkonu, k lepší stavbě svalové tkáně a pro zabránění odbourávání bílkovin při fyzické zátěži. Tato látka je nezbytná pro syntézu cholesterolu, výstavbu buněčných membrán a steroidních hormonů. HMB je metabolitem větvené aminokyseliny leucinu. Nachází se v malých množstvích v rybím mase (bohatý na HMB je sumec)[zdroj?], některých citrusových plodech (například grepech) a také v mateřském mléce.

## Účinky
- HMB má účinky antikatabolické a zároveň anabolické. Tyto účinky byly prokázány na skupině mužů v silovém tréninku. Jedinci, kteří užívali HMB v dávce 3 gramů denně po dobu tří týdnů, měli po silových trénincích nižší hladiny markerů odbourávání bílkovin v krvi, stejně tak nižší aktivity enzymu kreatinkinázy, který se uvolňuje do krevního oběhu po svalovém poškození. Současně mělo podávání HMB jednoznačný pozitivní vliv na svalovou sílu a zvýšil se objem svalové hmoty.

- HMB má současně pravděpodobně i účinky lipolytické. Podporuje oxidaci mastných kyselin, čímž je využívá jako zdroj energie. To je poměrně významné, neboť při déletrvajícím výkonu se vyčerpávají zásoby svalového a jaterního glykogenu a organismus se musí spoléhat na energii uloženou v tukové tkáni, která se však relativně špatně mobilizuje.

- Zvyšuje vytrvalostní výkon, zvyšuje maximální spotřebu kyslíku (VO2max). Ne sice výrazně, ve studii se závodními cyklisty se jednalo pouze o 4% zvýšení, i to však může být pro sportovce významné. Současně zvyšuje anaerobní práh, tedy dobu, kdy organismus začíná odbourávat sacharidy anaerobní glykolýzou.

- Ergogenní (výkonnost zvyšující) účinky HMB jsou pravděpodobně závislé na délce podávání, krátkodobé podávání (kratší než 10 dnů) většinou nevede k požadovanému efektu.

## Bezpečnost a další účinky
Vzhledem k populárnosti HMB i jeho poměrně vysokému dávkování (okolo 3 g za den) byla problematika možných nežádoucích účinků intenzivně studována. Bylo prokázáno, že užívání HMB není doprovázeno prakticky žádnými nežádoucími účinky. Zkoumaly se nejen vlivy na orgánové funkce, ale i celá řada biochemických a hematologických parametrů.
Z těchto analýz vyplynulo, že HMB dokonce zlepšuje některé metabolické parametry, jako jsou například krevní tuky. Vliv na snížení krevního cholesterolu je obzvláště zajímavý, protože HMB slouží jako prekurzor pro syntézu cholesterolu a tudíž by měla suplementace HMB vést teoreticky spíše ke zvýšení hladin cholesterolu. Je možné, že HMB zvyšuje využití cholesterolu pro stavbu buněčných membrán, a tím se podílí na tomto příznivém metabolickém efektu.
HMB má také příznivý účinek na psychický stav, ovlivňuje pozitivně náladu, působí proti odbourávání bílkovin, čehož je využíváno nejen ve sportu, ale i v klinické medicíně. HMB se používá k suplementaci nemocných s nádorovými chorobami i s AIDS a v obou případech byl zaznamenán jednoznačný příznivý účinek na stav výživy.
HMB je tedy jeden z mála sportovních doplňků, u kterého nebyly nalezeny negativní vlivy na lidský organismus, které by zpochybňovaly bezpečnost či etiku suplementace touto látkou.